# Rusłan Łukin
Ruslan Yurevich Lukin (biał.: Руслан Юр'евіч Лукін  Rusłan Jurjewicz Łukin; ur. 11 listopada 1971 w Baku) – azerski piłkarz pochodzenia białoruskiego występujący na pozycji napastnika.

## Kariera klubowa
Lukin karierę rozpoczynał w 1988 roku w klubie MCOP-Termist Baku, grającym w trzeciej lidze ZSRR. Jego zawodnikiem był do 1989 roku. W 1990 roku występował w pierwszoligowej drużynie Dynama Mińsk. Z kolei 1991 roku grał w czwartoligowym Dinamo Baku oraz w drugoligowym Neftçi PFK.
W 1992 roku Lukin wrócił do Dynama Mińsk i występował w jego rezerwach w drugiej lidze białoruskiej. Następnie awansował do pierwszoligowej pierwszej drużyny Dynama, z którą w 1993 roku zdobył mistrzostwo Białorusi. W 1993 roku odszedł do FK Mołodeczno. Grał tam do 1996 roku, a w 1997 roku występował w rosyjskim klubie Kristałł Smoleńsk z drugiej ligi. W tym samym roku wrócił na Białoruś, gdzie został zawodnikiem Szachciora Soligorsk. W 1998 roku w jego barwach zakończył karierę.

## Kariera reprezentacyjna
20 lipca 1992 Lukin wystąpił w reprezentacji Białorusi w zremisowanym 1:1 towarzyskim meczu z Litwą.
6 czerwca 1993 zadebiutował w reprezentacji Azerbejdżanu w wygranym 2:0 towarzyskim pojedynku z Tadżykistanem. W latach 1993–1994 w drużynie narodowej rozegrał 3 spotkania i zdobył 2 bramki.